# Mistrzostwa Europy w Lekkoatletyce 2022 – skok wzwyż kobiet
Skok wzwyż kobiet – jedna z konkurencji technicznych rozgrywanych podczas lekkoatletycznych mistrzostw Europy na Stadionie Olimpijskim w Monachium.

## Terminarz
Źródło: european-athletics.com.
| Data        | Godzina |              |
| ----------- | ------- | ------------ |
| 19 sierpnia | 10:05   | Kwalifikacje |
| 21 sierpnia | 19:05   | Finał        |

## Rekordy
Tabela prezentuje rekord świata, rekord Europy, rekord mistrzostw Europy oraz najlepsze wyniki na listach światowych i eruopejskich w sezonie 2022 przed rozpoczęciem mistrzostw. Źródło: european-athletics.com, worldathletics.org.
|                          | Zawodnik            | Wynik | Miejsce   | Data                  |
| ------------------------ | ------------------- | ----- | --------- | --------------------- |
| Rekord świata            | Stefka Kostadinowa  | 2,09  | Rzym      | 30 sierpnia 1987(dts) |
| Rekord Europy            | Stefka Kostadinowa  | 2,09  | Rzym      | 30 sierpnia 1987(dts) |
| Rekord mistrzostw Europy | Tia Hellebaut       | 2,03  | Göteborg  | 11 sierpnia 2006(dts) |
| Rekord mistrzostw Europy | Wenelina Wenewa     | 2,03  | Göteborg  | 11 sierpnia 2006(dts) |
| Rekord mistrzostw Europy | Blanka Vlašić       | 2,03  | Barcelona | 1 sierpnia 2010(dts)  |
| Listy światowe           | Jarosława Mahuczich | 2,03  | Brno      | 22 czerwca 2022(dts)  |
| Listy europejskie        | Jarosława Mahuczich | 2,03  | Brno      | 22 czerwca 2022(dts)  |

## Rezultaty

### Kwalifikacje
Awans: 1,94 m (Q) lub 12 najlepszych rezultatów (q). Źródło: european-athletics.com.
| Pozycja | Grupa | Zawodniczka                | Państwo         | 1,78 | 1,83 | 1,87 | 1,91 | 1,94 | Wynik | Uwagi |
| ------- | ----- | -------------------------- | --------------- | ---- | ---- | ---- | ---- | ---- | ----- | ----- |
| 1.      | B     | Lia Apostolovski           | Słowenia        | o    | o    | o    |      |      | 1,87  | q     |
| 1.      | B     | Marie-Laurence Jungfleisch | Niemcy          | o    | o    | o    |      |      | 1,87  | q, =  |
| 1.      | A     | Angelina Topić             | Serbia          | o    | o    | o    |      |      | 1,87  | q     |
| 1.      | A     | Marija Vuković             | Czarnogóra      | –    | o    | o    |      |      | 1,87  | q     |
| 5.      | B     | Iryna Heraszczenko         | Ukraina         | o    | xo   | o    |      |      | 1,87  | q     |
| 5.      | B     | Tatiana Gusin              | Grecja          | xo   | o    | o    |      |      | 1,87  | q     |
| 5.      | B     | Elena Vallortigara         | Włochy          | xo   | o    | o    |      |      | 1,87  | q     |
| 5.      | A     | Britt Weerman              | Holandia        | xo   | o    | o    |      |      | 1,87  | q     |
| 9.      | A     | Mireła Demirewa            | Bułgaria        | o    | o    | xo   |      |      | 1,87  | q     |
| 9.      | B     | Morgan Lake                | Wielka Brytania | o    | o    | xo   |      |      | 1,87  | q     |
| 9.      | A     | Jarosława Mahuczich        | Ukraina         | –    | –    | xo   |      |      | 1,87  | q     |
| 12.     | B     | Solène Gicquel             | Francja         | xo   | xo   | xo   |      |      | 1,87  | q     |
| 13.     | B     | Julija Łewczenko           | Ukraina         | o    | xxo  | xxo  |      |      | 1,87  | q     |
| 14.     | B     | Daniela Stanciu            | Rumunia         | o    | o    | xxx  |      |      | 1,83  |       |
| 15.     | B     | Karmen Bruus               | Estonia         | o    | xo   | xxx  |      |      | 1,83  |       |
| 15.     | A     | Maja Nilsson               | Szwecja         | o    | xo   | xxx  |      |      | 1,83  |       |
| 15.     | A     | Heta Tuuri                 | Finlandia       | o    | xo   | xxx  |      |      | 1,83  |       |
| 18.     | A     | Bianca Stichling           | Niemcy          | o    | xxo  | xxx  |      |      | 1,83  |       |
| 19.     | B     | Urtė Baikštytė             | Litwa           | o    | xxx  |      |      |      | 1,78  |       |
| 19.     | A     | Erika Furlani              | Włochy          | o    | xxx  |      |      |      | 1,78  |       |
| 19.     | A     | Ella Junnila               | Finlandia       | o    | xxx  |      |      |      | 1,78  |       |
| 19.     | A     | Barbara Szabó              | Węgry           | o    | xxx  |      |      |      | 1,78  |       |
| 23.     | B     | Sini Lällä                 | Finlandia       | xo   | xxx  |      |      |      | 1,78  |       |
| –       | A     | Laura Zialor               | Wielka Brytania | xxx  |      |      |      |      | NM    |       |

### Finał
Źródło: european-athletics.com
| Pozycja | Zawodniczka                | Państwo         | 1,82 | 1,86 | 1,90 | 1,93 | 1,95 | 1,97 | Wynik | Uwagi |
| ------- | -------------------------- | --------------- | ---- | ---- | ---- | ---- | ---- | ---- | ----- | ----- |
| 01 !    | Jarosława Mahuczich        | Ukraina         | –    | o    | o    | –    | o    | xxx  | 1,95  |       |
| 02 !    | Marija Vuković             | Czarnogóra      | –    | o    | o    | o    | xxo  | xxx  | 1,95  |       |
| 03 !    | Angelina Topić             | Serbia          | o    | o    | o    | o    | xxx  |      | 1,93  |       |
| 4.      | Britt Weerman              | Holandia        | o    | xo   | xo   | o    | xxx  |      | 1,93  |       |
| 5.      | Iryna Heraszczenko         | Ukraina         | o    | xo   | o    | xxo  | xxx  |      | 1,93  |       |
| 6.      | Marie-Laurence Jungfleisch | Niemcy          | o    | o    | xo   | xxx  |      |      | 1,90  | SB    |
| 7.      | Lia Apostolovski           | Słowenia        | o    | o    | xxo  | xxx  |      |      | 1,90  |       |
| 7.      | Morgan Lake                | Wielka Brytania | o    | o    | xxo  | xxx  |      |      | 1,90  |       |
| 9.      | Mireła Demirewa            | Bułgaria        | o    | o    | xxx  |      |      |      | 1,86  |       |
| 9.      | Tatiana Gusin              | Grecja          | o    | o    | xxx  |      |      |      | 1,86  |       |
| 9.      | Julija Łewczenko           | Ukraina         | o    | o    | xxx  |      |      |      | 1,86  |       |
| 9.      | Elena Vallortigara         | Włochy          | o    | o    | xxx  |      |      |      | 1,86  |       |
| 13.     | Solène Gicquel             | Francja         | o    | xo   | xxx  |      |      |      | 1,86  |       |